# Cnephasia orientana
Cnephasia orientana es una especie de polilla perteneciente al género Cnephasia, categorizada en la tribu Cnephasiini, de la subfamilia Tortricinae.

## Distribución
Se distribuye por Rusia.

## Taxonomía
Fue descrita por Alpheraky en 1877 y publicada por primera vez en (Sciaphila), Trud Vses. Entomol. Obshch. 10 (1876): 48.